# 줄리언 로터
줄리언 로터(Julian B. Rotter 1916년 10월 22일 – 2014년 1월 6일)는 사회 학습 이론(social learning theory)과 통제 위치(locus of control)를 포함한 영향력있는 이론을 개발한 것으로 잘 알려진 미국 심리학자였다. 그는 오하이오 주립 대학(Ohio State University)과 코네티컷 대학(University of Connecticut)의 교수였다. 2002년에 발표된 '제너럴 심리학 리뷰'(Review of General Psychology)는 리서치 조사에서 로터(Rotter)를 20 세기에 가장 많이 인용된 심리학자 64위로 선정했다.

## 문장완성검사
줄리안 로터(Julian B. Rotter)는 주요한 문장완성검사(SCT)중 하나인 RISB(Rotter Incomplete Sentences Blank)를 고안한 심리학자이다.

## 같이 보기
- 제인 로빙거(Jane Loevinger)